# Krong Pinang (huyện)
Krong Pinang (tiếng Thái: กรงปินัง) là một huyện (amphoe) của tỉnh Yala, miền nam Thái Lan.

## Lịch sử
Tiểu huyện (king amphoe) Krong Pinang được thành lập ngày 30 tháng 4 năm 1994, khi bốn tambon được tách ra từ Mueang Yala. Đơn vị này đã được nâng cấp thành huyện ngày 7 tháng 10 năm 2004.

## Địa lý
Các huyện giáp ranh (từ phía đông theo chiều kim đồng hồ) là: Raman, Bannang Sata, Yaha và Mueang Yala của tỉnh Yala.

## Hành chính
Huyện này được chia thành 4 phó huyện (tambon), các đơn vị này lại được chia ra thành 23 làng (muban). Không có khu vực đô thị, có 4 Tổ chức hành chính tambon.
| STT. | Tên           | Tên Thái | Số làng | Dân số |  |
| ---- | ------------- | -------- | ------- | ------ |  |
| 1.   | Krong Pinang  | กรงปินัง   | 9       | 9286   |  |
| 2.   | Sa-ae         | สะเอะ    | 5       | 5757   |  |
| 3.   | Huai Krathing | ห้วยกระทิง | 4       | 3334   |  |
| 4.   | Purong        | ปุโรง     | 4       | 4034   |  |